# موریس گاستیگر
موریس گاستیگر (انگلیسی: Maurice Gastiger; ۳ اکتبر ۱۸۹۶ – ۲۲ ژانویهٔ ۱۹۶۶) بازیکن فوتبال اهل فرانسه بود.
از باشگاه‌هایی که در آن بازی کرده‌است می‌توان به باشگاه فوتبال رن اشاره کرد.
وی همچنین در تیم ملی فوتبال فرانسه بازی کرده‌است.